# Mazar-i-Sharif
Mazār-i-Sharīf hay Mazār-e Sharīf (tiếng Ba Tư: مزارِ شریف, phát âm tiếng Ba Tư: [ˌmæˈzɒːr ˌi ʃæˈriːf]) là thành phố lớn thứ tư của Afghanistan, với dân số khoảng 427.600 người vào năm 2015. Đây là thủ phủ của tỉnh Balkh và kết nối giao thông bằng đường bộ đến Kabul ở phía nam-đông, Herat ở phía tây và Uzbekistan về phía bắc.
Mazari Sharif có nghĩa là "Ngôi đền thánh", liên hệ ngôi đền thời Hồi giáo lợp mái màu xanh da trời ở trung tâm của thành phố được gọi là đền của Hazrat Ali hoặc Đền thờ Xanh. Ngôi đền này được tín đồ Hồi giáo cho rằng là nơi có lăng mộ của Ali ibn Abi Talib, những người anh em họ và con rể của nhà tiên tri Muhammad, là tại Mazari Sharif. 
Thành phố này là một điểm thu hút du lịch chính bởi vì các đền thờ nổi tiếng của nó cũng như là địa điểm khảo cổ Hồi giáo khảo cổ Hy Lạp. Trong tháng 7 năm 2006, khám phá mới về tàn tích Hy Lạp đã được công bố.

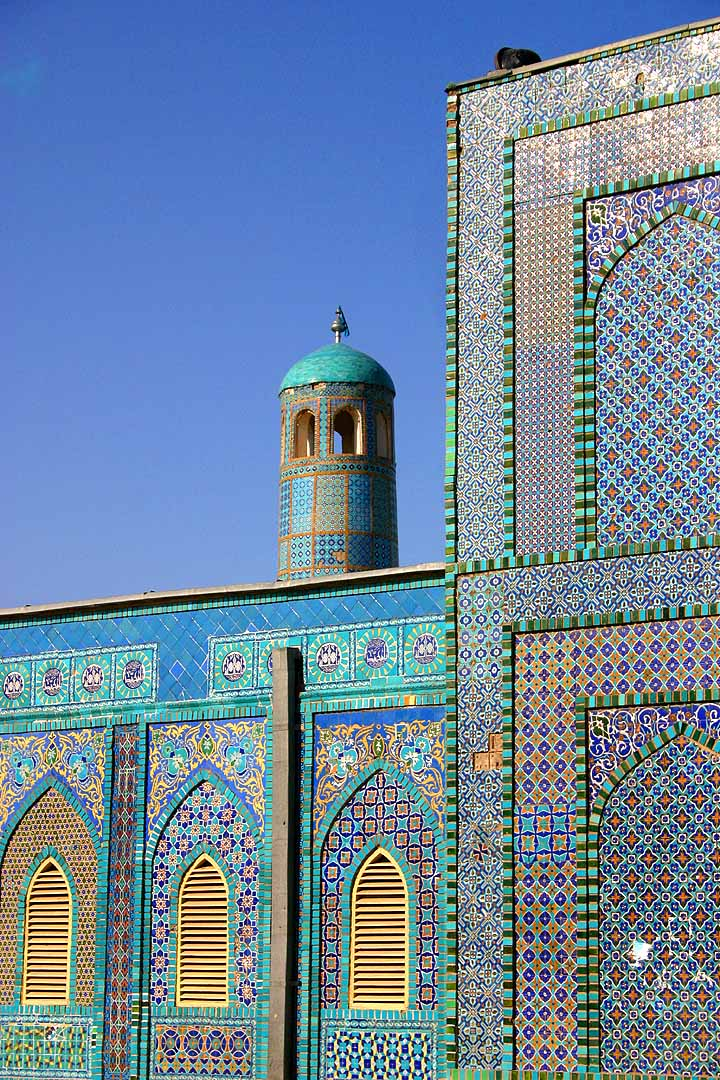

## Khí hậu
| Dữ liệu khí hậu của Mazar-i-Sharif      | Dữ liệu khí hậu của Mazar-i-Sharif | Dữ liệu khí hậu của Mazar-i-Sharif | Dữ liệu khí hậu của Mazar-i-Sharif | Dữ liệu khí hậu của Mazar-i-Sharif | Dữ liệu khí hậu của Mazar-i-Sharif | Dữ liệu khí hậu của Mazar-i-Sharif | Dữ liệu khí hậu của Mazar-i-Sharif | Dữ liệu khí hậu của Mazar-i-Sharif | Dữ liệu khí hậu của Mazar-i-Sharif | Dữ liệu khí hậu của Mazar-i-Sharif | Dữ liệu khí hậu của Mazar-i-Sharif | Dữ liệu khí hậu của Mazar-i-Sharif | Dữ liệu khí hậu của Mazar-i-Sharif |
| Tháng                                   | 1                                  | 2                                  | 3                                  | 4                                  | 5                                  | 6                                  | 7                                  | 8                                  | 9                                  | 10                                 | 11                                 | 12                                 | Năm                                |
| --------------------------------------- | ---------------------------------- | ---------------------------------- | ---------------------------------- | ---------------------------------- | ---------------------------------- | ---------------------------------- | ---------------------------------- | ---------------------------------- | ---------------------------------- | ---------------------------------- | ---------------------------------- | ---------------------------------- | ---------------------------------- |
| Cao kỉ lục °C (°F)                      | 24.0 (75.2)                        | 28.6 (83.5)                        | 32.4 (90.3)                        | 37.8 (100.0)                       | 43.0 (109.4)                       | 45.6 (114.1)                       | 48.1 (118.6)                       | 46.0 (114.8)                       | 39.5 (103.1)                       | 37.0 (98.6)                        | 29.8 (85.6)                        | 24.4 (75.9)                        | 48.1 (118.6)                       |
| Trung bình ngày tối đa °C (°F)          | 8.0 (46.4)                         | 10.7 (51.3)                        | 16.3 (61.3)                        | 24.3 (75.7)                        | 31.2 (88.2)                        | 37.0 (98.6)                        | 38.9 (102.0)                       | 36.9 (98.4)                        | 31.9 (89.4)                        | 24.7 (76.5)                        | 16.4 (61.5)                        | 10.8 (51.4)                        | 23.9 (75.1)                        |
| Trung bình ngày °C (°F)                 | 2.6 (36.7)                         | 5.1 (41.2)                         | 10.8 (51.4)                        | 17.9 (64.2)                        | 24.5 (76.1)                        | 29.9 (85.8)                        | 33.3 (91.9)                        | 29.9 (85.8)                        | 23.9 (75.0)                        | 16.7 (62.1)                        | 9.1 (48.4)                         | 5.1 (41.2)                         | 17.4 (63.3)                        |
| Tối thiểu trung bình ngày °C (°F)       | −2.1 (28.2)                        | 0.0 (32.0)                         | 5.1 (41.2)                         | 11.3 (52.3)                        | 16.6 (61.9)                        | 22.5 (72.5)                        | 25.9 (78.6)                        | 23.8 (74.8)                        | 17.1 (62.8)                        | 9.4 (48.9)                         | 3.2 (37.8)                         | 0.0 (32.0)                         | 11.1 (51.9)                        |
| Thấp kỉ lục °C (°F)                     | −22.3 (−8.1)                       | −24.0 (−11.2)                      | −6.1 (21.0)                        | −0.8 (30.6)                        | 1.0 (33.8)                         | 11.4 (52.5)                        | 11.1 (52.0)                        | 13.7 (56.7)                        | 2.6 (36.7)                         | 4.5 (40.1)                         | −8.7 (16.3)                        | −15.5 (4.1)                        | −24.0 (−11.2)                      |
| Lượng Giáng thủy trung bình mm (inches) | 28.9 (1.14)                        | 34.8 (1.37)                        | 43.8 (1.72)                        | 28.3 (1.11)                        | 11.2 (0.44)                        | 0.2 (0.01)                         | 0.0 (0.0)                          | 0.0 (0.0)                          | 0.1 (0.00)                         | 3.9 (0.15)                         | 13.5 (0.53)                        | 21.7 (0.85)                        | 186.4 (7.32)                       |
| Số ngày mưa trung bình                  | 4                                  | 7                                  | 10                                 | 9                                  | 4                                  | 0                                  | 0                                  | 0                                  | 0                                  | 2                                  | 4                                  | 6                                  | 46                                 |
| Số ngày tuyết rơi trung bình            | 4                                  | 3                                  | 1                                  | 0                                  | 0                                  | 0                                  | 0                                  | 0                                  | 0                                  | 0                                  | 0                                  | 2                                  | 10                                 |
| Độ ẩm tương đối trung bình (%)          | 79                                 | 77                                 | 72                                 | 64                                 | 44                                 | 27                                 | 25                                 | 24                                 | 28                                 | 41                                 | 62                                 | 75                                 | 52                                 |
| Số giờ nắng trung bình tháng            | 122.2                              | 118.4                              | 158.1                              | 193.8                              | 299.9                              | 352.9                              | 364.4                              | 332.7                              | 298.2                              | 223.2                              | 173.6                              | 125.5                              | 2.762,9                            |
| Nguồn: NOAA (1959–1983)                 |                                    |                                    |                                    |                                    |                                    |                                    |                                    |                                    |                                    |                                    |                                    |                                    |                                    |

## Thành phố kết nghĩa
- Dushanbe, Tajikistan (từ năm 1991)
- Mashhad, Iran